# Rudý mák
Rudý mák (rusky: Красный мак) je balet o třech dějstvích (8 scén) a závěrečné apoteóze. Hudbu složil Reinhold Glière, libreto vytvořil Michail Kurilko. Balet byl věnován primabalerině Jekaterině Gelcer. Premiéru měl 13. června 1927 v moskevském Velkém divadle.
Českou premiéru uvedl balet Národního divadla Brno roku 1935.

## Úvod
Rudý mák je považován za první sovětský balet s moderním, revolučním námětem. V období po říjnové revoluci roku 1917 se v Sovětském svazu vedly vášnivé debaty o další existenci umělecké formy „balet“. Zatímco se Anatolij Lunačarskij, lidový komisař pro kulturní záležitosti, za balet zasazoval, ostatní straničtí funkcionáři považovali tuto uměleckou formu pouze za zastaralou dvorní relikvii. Kvůli své neslučitelnosti s ideologickými principy demokracie a proletariátu již prý nemá právo na existenci. Eberhard Rebling popisuje tehdejší diskusi výstižně:
| „                  | „Andere fragten, wie ein sowjetisches Ballett, besonders über ein Thema aus der Gegenwart, eigentlich aussehen sollte? Manche meinten, die klassische Technik sei völlig unbrauchbar, um Menschen der Gegenwart tänzerisch zu gestalten, so dass also für ein sowjetisches Gegenwartsballett auch eine ganz neue Technik geschaffen werden müsse. Andere wiederum verneinten überhaupt die Möglichkeit, zeitgenössische Stoffe tänzerisch darzustellen. So herrschte noch die Meinung vor, dass sich das Ballett auf Märchenstoffe und Themen aus der fernen Vergangenheit beschränken müsse.“ | „Jiní se ptali, jaký by měl být sovětský balet, zvláště na současné téma? Někteří se domnívali, že klasická technika je k tanci současných lidí naprosto nepoužitelná, takže pro současný sovětský balet by musela vzniknout úplně nová technika. Jiní zase zcela popírali možnost taneční prezentace současných námětů. Převládl tedy názor, že balet se musí omezit na pohádky a náměty z dávné minulosti.“ | “ |
| — Eberhard Rebling | | |   |

Balet Rudý mák měl u publika a také u strany velký úspěch. Po roce a půl se 23. prosince 1928 konalo již sté představení. Se 69 představeními v tomto roce tak překonal všechny ostatní klasické balety, jako byly Šípková Růženka a Labutí jezero. V roce 1957 ve třetí revizi dostal nový název Rudý květ, protože komunistická Čína nechtěla být spojována s mákem jakožto opojným nápojem.

## Postavy
- Тао CHоа, herečka a tanečnice
- Li Šan-fu, její snoubenec
- Vrchní dozorce, její otec
- Chips, Angličan, velitel přístavu
- Kapitán sovětské lodi
- Majitel restaurace a opiového doupěte
- Dva Číňané, spiklenci
- Stařec, kouzelník
- Kouzelníkův asistent
- Plačící chlapec, v divadle
- Кuliové
- Policisté, dozorci
- Číňanky
- Angličtí důstojníci
- Kokotki, malajské tanečnice
- Sovětští a zahraniční námořníci
- Fénixové, bohové, bohyně
- Květiny, motýli, kobylky
- Evropské dámy, lokajové
- Ma Li-šen (postava se objevila poprvé roku 1949)
- Nüwa, bohyně plodnosti (postava se objevila poprvé roku 2010).

## Stručný děj
Balet se odehrává v přístavu ve dvacátých letech 20. století v republikánské Číně. Lodě s námořníky z mnoha zemí, včetně Sovětského svazu, kotví v čínském přístavu. Kapitán sovětské lodi si všimne skupiny napůl vyhladovělých, udřených kuliů, které jejich krutý velitel přístavu brutálně pohání k ještě tvrdší práci. Jednou v noci, když tančila pro námořníky na palubě lodi, si krásná Tao Choa všimne sovětského kapitána, jak se snaží zachránit ubohé kulie před velitelem přístavu. Pod dojmem kapitánova laskavého činu mu daruje kytičku rudého máku jako symbol své lásky. Když se to dozví její snoubenec, dobrodruh Li Šan-fu, žárlí a přikáže jí zabít kapitána. Odmítne a je později zabita, když v doku vypukne vzpoura – a tak obětuje svůj život pro kapitána. Když umírá, daruje další červený květ vlčího máku mladé čínské dívce na znamení lásky a svobody.

## Libreto

### 1. dějství

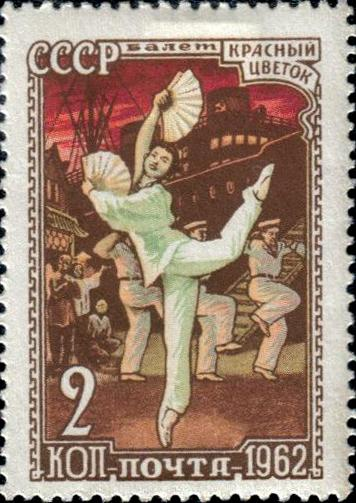
Scéna z baletu Rudý mák, kresba na sovětské známce z roku 1962

#### 1. obraz
Čínský přístav. Kuliové skládají zboží, které přivezla americká loď. Mezi nimi je i Ma Li-šen. Ten na chvíli práci přeruší, aby se pozdravil s Tao Choa, ale dozorci ho hned zase ženou zpět do práce. K budově přístavního hostince přijíždí v rikše skupina cizinců, důstojníci, obchodníci, bankéři, americký boss (šéf). Li Šan - fu hrubě strká do dveří také Tao Choa, která zde bude tančit.
Ohnuti pod těžkým nákladem nosí kuliové zboží v dlouhé řadě. Jeden z nich pod tíhou břemene padá. Dozorci ho nelítostně bijí. Ma Li-šen zvedá náklad, který kuliho strhnul k zemi a pustí jej na zem. Velká bedna s nápisem „cigarety“ se rozbíjí a vysypou se z ní zbraně. Kuliové se na to v němém rozhořčení dívají. Ma Li-šen vyzývá ke stávce.

#### 2. obraz
V sále přístavního hostince Li Šan-fu baví své zahraniční hosty. Po tanci Malajek vystupuje Tao Choa ve vějířovém tanci. Boss se o dívku zajímá a chce se s ní seznámit. Li Šan-fu ji s ním nutí tančit. Přichází velitel přístavu a sděluje, že přijíždí sovětský parník.

#### 3. obraz
V přístavu boss a Li Šan-fu oznamují kapitánovi sovětské lodi, že nemá kdo vyložit mouku, kterou přivezli darem, protože líní kuliové stávkují. Kapitán dává příkaz a námořníci sami vynášejí pytle s moukou. Ma Li-šen ruší stávku a kuliové se připojují k námořníkům. Tao Choa uctívá milé hosty šálkem čaje, jak je to odpradávna zvykem. Přátelství se utužuje tancem. Kapitán sovětské lodi vybírá z koše květin rudý mák a dává ho Tao Choa. Kuliové pak tančí tanec probouzejících se porobených lidí. Na oplátku tančí námořníci jablíčko.

### 2. dějství

#### 4. obraz
Tao Choa sedí ve svém pokoji a vzpomíná na prožité události. Vchází Ma Li-šen a předává jí balíček letáků. Tao Choa ukazuje pohledem na dveře sousedního pokoje, kde se scházejí stávkující. Ma Li-šen zmizí za závěsem.
Do pokoje vchází skupina žaček, které Tao Choa vyučuje tanci. Po hodině jedna z dívek přebírá letáky. Přichází Li Šan-fu a surově vytrhne dívce rudý mák z ruky. Je tu i boss. Tao Choa přináší čaj podle zákona pohostinství. Bosse nad šálkem napadne myšlenka otrávit kapitána sovětské lodi. Tao Choa vše slyší. Objevuje se Ma Li-šen. Před ním a jeho přáteli prchá Li Šan-fu jako zbitý pes. Přátelé utěšují Tao Choa a loučí se s ní. Dívka zmučeně usíná.

#### 5. obraz
Sen. Před očima Tao Choa se objevují fantastické postavy, zrozené z pobouřené mysli. Jako představitel feudální Číny se objevuje Li Šan-fu, ještě hrozivější než ve skutečnosti. Vidí sama sebe, jak je týrána, i bezbranné druhy mučené příšerami. Řádění přerušuje vpád Ma Li-šena a jeho druhů, kteří přemohou říši temna. Tančí vítězný tanec. Sen se mění. Ma Li-šen přivede Tao Choa do kouzelné zahrady plné překrásných květin. Spolu se svými přítelkyněmi připravuje Tao Choa slavnost pro vítězné vojsko. Tančí jim. Snové vidiny blednou. Za stolem sedí skloněná Tao Choa, ze spánku ji probouzí přicházející Ma Li-šen se svými přáteli.

### 3. dějství

#### 6. obraz
V evropské části města se za velkými jasně ozářenými okny vily pohybují tančící páry. Tlumená hudba hraje charleston. Ze tmy se vynoří běžící rikša. Boss ho místo zaplacení udeří rukavicí přes obličej. Li Šan-fu bosse vítá a přitom se podlézavě uklání. Spolu pak mizí ve dveřích vily. Na ulici Ma Li-šen, rikšové a kuliové upírají na vilu nenávistné pohledy.

#### 7. obraz
Na náměstí přijelo lidové divadlo. Mezi diváky je Ma Li-šen, ale také americký boss a Li Šan-fu. Kapitána lodi s námořníky lidé radostně vítají a uvádí je na nejlepší místa. Následuje „tanec se stuhou“, akrobatický tanec, Tao Choa tančí „tanec se slunečníkem“. V programu vystupuje také Ma Li-šen v masce porobeného Číňana. Je týrán a zesměšňován hercem představujícím cizince. Boss i Li Šan-fu pobouřeně odcházejí. Ma Li-šen končí svůj tanec, sundavá masku a vyzývá lid k povstání.
Meziscéna. Boss a Li Šan-fu chápou své postavení. Hledají východisko. Kolem jdou dívky s šálky čaje, kterými jdou pohostit návštěvníky divadla. Boss od jedné šálek s čajem vezme a Li Šan-fu do něj po odchodu dívek nasype jed. Tao Choa vše pozoruje. Li Šan-fu poté volá Tao Choa a přikazuje jí nabídnout šálek sovětskému kapitánovi.
Opět náměstí s lidovým divadlem. Boss i Li Šan-fu se sem vracejí. Tanec Tao Choa se šálkem vyjadřuje zděšení, dívka podléhá hrozbám a podává šálek kapitánovi. Když však kapitán zvedá šálek ke rtům, vyrazí mu ho z ruky a prozradí, kdo připravoval vraždu.

#### 8. obraz
Vzbouření Kuliové vyhánějí podlou společnost z divadla. Chystají povstání proti utlačovatelům. Tao Choa se loučí s námořníky, kteří sem přinesli přátelství. Lidové povstání se šíří. Ma Li-šen vystoupí na barikádu s praporem. Li Šan-fu však na něj ve zmatku namíří revolverem. Tao Choa si toho všimne a v okamžiku výstřelu kryje přítele vlastním tělem. Zasažena klesá s rudým květem v ruce.

### Apoteóza
Lid mlčky pokleká na kolena. Ma Li-šen nad mrtvou dívkou přísahá, že přivede národně-osvobozenecký boj k vítěznému konci. V pevném semknutí ho obklopí lid.

## Sled scén

### 1. dějství
- Introdukce
- Tanec kuliů
- Vystoupení Tao Choa
- Scéna v restauraci
- Ma Li-šenův tanec
- Bostonský valčík
- Scéna evropského tance
- Výstup kapitána a tanec námořníků
- Scéna Tao Choa
- Variace se zlatými prsty
- Vítězný tanec kuliů
- Tanec sovětských námořníků, jablíčko («Яблочко»)

### 2. dějství
- Introdukce - scéna v kuřárně
- Tanec Číňanek
- Adagio čtyř bohyní
- Adagio
- Preludium
- Vidění (sen) Tao Choa
- Procesí
- Mečový tanec
- Phoenix
- Adagio
- Červená loď

### 3. dějství
- Charleston
- Tanec v restauraci
- Příprava čínského divadla
- Tanec deštníků
- Tanec loutek
- Tanec čínských akrobatů
- Spiknutí
- Zmatek
- Kapitánská scéna
- Tao Choa scéna: Loď odplouvá
- Povstání
- Smrt Tao Choa
- Závěrečná apoteóza

## Verze
Existují tyto hlavní verze:

#### 1927
Choreografie Lev Laščilin (1. a 3. dějství) a Vasilij Tichomirov (2. dějství). Premiéra se konala 13. června 1927 ve Velkém divadle v Moskvě.
Účinkující v hlavních rolích:
- Tao Choa - Jekaterina Wassiljewna Geltzer,
- Sovětský kapitän - Vasilij Dmitrijewič Tichomirov,
- Loďmistr - W. I. Zaplin,
- Velitel přístavu - L. K. Mazkewič,
- Tanec akrobata - G. K. Farmanjantz,
- Tanec komedianta - Asaf Messerer.

#### 1943
V roce 1943 Ballet Russe de Monte-Carlo uvedl jednoaktovou verzi ve Public Music Hall, Cleveland, Ohio. Premiéra se konala 9. října 1943, inscenaci nastudoval Igor Švezoff, dekorace Boris Aronson. Protože v té době probíhala druhá světová válka, kdy Sověti a Američané byli spojenci, došlo ke změně darebáka Li Šan-fu na japonského majitele baru a skupina sovětských námořníků nyní zahrnovala také Brity a Američany.

#### 1949
Choreografie Leonid Lavrovskij. Architekti scény Michail I. Kurilko a A. N. Jermolajev.
Premiéra se konala 27. prosince 1949 v Leningradském divadle opery a baletu S. M. Kirova. Dirigoval E. A. Dubovskoj, režisér R. W. Sacharov.
První provedení v Moskvě se konalo 30. prosince 1949 ve Velkém divadle.
Účinkující v hlavních rolích:
- Tao Choa - Jekaterina W. Geltzer, Galina S. Ulanowa, Olga W. Lepeschinskaja;
- Sovětský kapitän - A. R. Tomski, Alexander I. Radunski,
- Velitel přístavu - V.V. Smolzov;
- Ma Li-šen (postava se objevila roku 1949 poprvé) - Michail M. Gabovitč, Jurij G. Kondratov

#### 1957
Choreografie a scéna Vasilij Tichomirov a Michail I. Kurilko. Balet byl přejmenován na Rudý květ. Byl zvýšen počet obrazů z 8 na 13.
Premiéra se konala 24. listopadu 1957 ve Velkém divadle v Moskvě.

#### Únor 2010
Choreografie Nikolaj Androsov, scéna a kostýmy Elena Puliti, dirigent Andre Anichanov.
V této verzi se objevila nová postava. Byla to Nüwa, bohyně plodnosti.
Představení se konala od 12. do 17. února 2010 v divadle Teatro dell'Opera di Roma v Římě, Itálie.

#### Listopad 2010
Choreografie, scénář a dekorace Vladimir Vasiljev. Kostýmy Marie Vol'ská. dirigent Anatolij Čepurnoj.
Divadlo: Krasnojarské divadlo opery a baletu.
Premiéra byla 23. listopadu 2010

### Další představení
- 1935 Národní divadlo Brno

- 1949 Perm
- 1950 a 1961 Kujbyšev
- 1950 Novosibirsk
- 1954 Bratislava, Slovenské národní divadlo
- 1962 Volgograd

## Nahrávky
- The Red Poppy (kompletní balet), St. Petersburg State Symphony Orchestra, za vedení André Anichanova, 2 CDs, NAXOS 8.553496-7, 1994.